# Морские зайцы (моллюски)
Морские зайцы, или аплизии (лат. Aplysia), — род брюхоногих моллюсков из семейства Aplysiidae подкласса Heterobranchia.

## Описание
Представители рода являются одними из крупнейших представителей заднежаберных моллюсков.
Они характеризуется положением жабр на правой стороне тела под складкой мантии (в мантийной полости). На голове морских зайцев имеется пара чувствительных придатков. С боков тело прикрыто парой массивных лопастей, которые расправляются и, волнообразно сокращаясь, позволяют аплизиям плыть довольно долгое время. Окраска морских зайцев очень красива и различна: она может быть тёмно-фиолетовой с разбросанными по ней белыми пятнами, то эти пятна рассеяны по охряно-жёлтому фону, то преобладают грязно-серые и желтоватые тона без резко очерченных пятен.
Морские зайцы — гермафродиты, и спариваются они обычно в цепи. Так что особи, находящиеся в середине цепи, выполняют поочередно мужские и женские функции с теми, кто стоит впереди или сзади.
Род широко распространён по тёплым морям земного шара.

## Аплизии как модельные организмы
Нервная система морского зайца состоит всего из 20 000 нервных клеток. Они настолько крупные (в диаметре могут достигать 1 мм), что их видно невооруженным глазом. Нервные клетки аплизии хорошо различаются зрительно: они окрашены в разные цвета. Именно эти преимущества использовал Эрик Кандель (Кэндел) в своих исследованиях по физиологическим механизмам памяти, за что в 2000 году получил Нобелевскую премию по физиологии. До настоящего времени аплизии остаются одним из популярных модельных организмов при изучении функционирования нервной системы.

## Виды
- Aplysia argus Rüppell & Leuckart, 1830
- Aplysia californica J. G. Cooper, 1863
- Aplysia cedrosensis Bartsch & Rehder, 1939
- Aplysia cervina (Dall & Simpson, 1901)
- Aplysia cornigera G. B. Sowerby I, 1869
- Aplysia cronullae Eales, 1960
- Aplysia dactylomela Rang, 1828
- Aplysia denisoni E. A. Smith, 1884
- Aplysia depilans Gmelin, 1791
- Aplysia dura Eales, 1960
- Aplysia euchlora A. Adams, 1861
- Aplysia extraordinaria (Allan, 1932)
- Aplysia fasciata Poiret, 1789
- Aplysia gigantea G. B. Sowerby I, 1869
- Aplysia inca d’Orbigny, 1837
- Aplysia juliana Quoy & Gaimard, 1832
- Aplysia keraudreni Rang, 1828
- Aplysia kurodai Baba, 1937
- Aplysia lineolata A. Adams & Reeve, 1850
- Aplysia maculata Rang, 1828
- Aplysia morio (A. E. Verrill, 1901)
- Aplysia nigra d’Orbigny, 1837
- Aplysia oculifera A. Adams & Reeve, 1850
- Aplysia parvula Mörch, 1863
- Aplysia punctata (Cuvier, 1803)
- Aplysia rehderi Eales, 1960
- Aplysia reticulata Eales, 1960
- Aplysia reticulopoda Beeman, 1960
- Aplysia robertsi (Pilsbry, 1895)
- Aplysia rudmani Bebbington, 1974
- Aplysia sagamiana Baba, 1949
- Aplysia sowerbyi Pilsbry, 1895
- Aplysia sydneyensis G. B. Sowerby I, 1869
- Aplysia tanzanensis Bebbington, 1974
- Aplysia vaccaria Winkler, 1955
- Aplysia vexans Bergh, 1905